# Mark Hager
Mark Hager, född den 28 april 1964 i Maryborough, Australien, är en australisk landhockeyspelare.
Han tog OS-brons i herrarnas landhockeyturnering i samband med de olympiska landhockeytävlingarna 1996 i Atlanta.